# أندريس فيليبي أرياس ليفا
أندريس فيليبي أرياس ليفا هو سياسي كولومبي، ولد في 4 مايو 1973 في ميديلين في كولومبيا. نشط حزبياً في حزب المحافظين الكولومبي. وقد انتخب Minister of Agriculture and Rural Development of Colombia ‏.